# Cheryl Walker
Cheryl Walker est une actrice américaine, née le 1er août 1918 à South Pasadena (Californie); décédée à Pasadena (Californie) le 24 octobre 1971.

## Biographie
Entre 1946 et 1947, elle joue le rôle de Phyllis Hamilton, la secrétaire du détective privé Mike Shayne créé par le romancier américain Brett Halliday et interprété par Hugh Beaumont dans trois des cinq films de la série produite par la compagnie Producers Releasing Corporation.

## Filmographie partielle
- 1938 : Les Bébés turbulents (Sing You Sinners) de Wesley Ruggles
- 1938 : Le Roi des gueux (If I Were King) de Frank Lloyd
- 1940 : Le Gros Lot (Christmas in July) de Preston Sturges
- 1943 : Le Cabaret des étoiles (Stage Door Canteen)  de Frank Borzage : Eileen Burke
- 1944 : Trois c'est une famille (Three Is a Family) d'Edward Ludwig
- 1945 : La Fée blanche (It's a Pleasure) de William A. Seiter : Loni
- 1945 : Identity Unknown de Walter Colmes (en)
- 1945 : Murder Is My Business de Sam Newfield : Phyllis Hamilton
- 1946 : Larceny in Her Heart de Sam Newfield : Phyllis Hamilton
- 1947 : Three on a Ticket de Sam Newfield : Phyllis Hamilton
- 1948 : Waterfront at Midnight de William Berke
- 1948 : Reaching from Heaven de Frank R. Strayer